# Радиодонти
Радиодонтите (Radiodonta) са разред членестоноги, които получават широко разпространение в целия свят в геоложкия период камбрий, въпреки че са откривани и вкаменелости от по-късни периоди, като ордовик и девон. Те са лесно разпознаваеми поради присъствието на израстъци в предната част на главата, които са използвани с различни цели (например: сграбчване на плячка или използване по подобен начин като балените при някои видове китове).
Името на разреда произлиза от латински и гръцки език (radius на латински – „спица“; odoús на гръцки – „зъб“) и описва устройството на устата на радиодонтите, макар че според по-нови изследвания не всички видове от разреда имат такава структура на устата.
Известни представители на този разред са родовете аномалокарис (Anomalocaris canadensis) и егирокасис (Aegirocassis benmoulai), както и семейството Huriidae.

## Физически характеристики
Радиодонтите се характеризират със сегментирано тяло, покрито отстрани със странично-ориентирани плавници, радиалносиметрична уста и два израстъка в предната част на главата, приспособени за различни начини на хранене.
Предните им израстъци са съставени от твърди части, свързани с по-мека тъкан.
Очите им са много развити, особено в сравнение с повечето членестоноги през камбрий, и са сравними с тези на водните кончета, които съдържат по около 28 000 фасети. Някои радиодонти притежават по повече от две очи, например рода Станликарис, чиито представители притежават по три очи, разположени на малки стъбълца.

## Семейства
Семействата, принадлежащи на този разред, са Amplectobeluidae, Anomalocaridae, Tamisiocaridae и Hurdiidae.